# Brosehaus
Das Brosehaus (früher Küster-Palm-Haus) ist ein Ensembleteil im Ortsteil Niederschönhausen des Berliner Bezirks Pankow.

## Geschichte
Das Traufenhäuschen steht am Brosepark in der Kaiser-Wilhelm-Straße (heute: Dietzgenstraße 42). Im Juni 1764 bat der Küster Johann Gottfried Palm um die Genehmigung, ein kleines Wohnhaus in Niederschönhausen errichten zu dürfen. Er war seit 1740 Küster in Pankow und musste seinen Dienst auch in Niederschönhausen leisten. Um sich den weiten Weg zu ersparen, reichte er ein entsprechendes Bittgesuch an Friedrich II ein, der positiv antwortete. Das Haus wurde im Jahr 1764 gebaut und Palm bewohnte es bis zu seinem Tod. 
Im Jahr 1789 kaufte der Bankier Christian Christoph Engel das leerstehende Haus. Dazu gehörte auch ein Garten, aus dem später der Brosepark wurde. Engel ließ auf der nördlichen Seite ein beinahe gleiches Gebäude errichten und in der Mitte, etwas zurückgesetzt, ein Herrenhaus. Nur zwei Jahre später starb er an der Schwindsucht.
Seit dem Jahr 1804 war der Bankier Christian Wilhelm Brose mit seiner Familie regelmäßig Gast bei der Witwe Engel. Im Jahr 1818 kaufte die Familie Brose das Haus der Witwe Engel ab, das Haus war 100 Jahre im Besitz der Familie. Christian Wilhelm Brose ließ das Gebäude von einem guten Freund Karl Friedrich Schinkel umbauen. Das ehemalige Palmsche Häuschen wurde zum Gärtnerhaus.
1919 verkaufte die Familie das Anwesen mit Park an die Gemeinde. Der Park wurde 1920 öffentlich, die Gebäude wurden vermietet. 
Nur das kleine Haus, das einst Küster Palm gehört hatte, überstand den Zweiten Weltkrieg. 1943 wurden Herrenhaus und das nördliche Traufenhäuschen durch eine Fliegerbombe schwer beschädigt. Wegen Baufälligkeit wurden sie 1958 abgerissen. Lediglich die Freitreppe zur Parkseite erinnert noch heute an das Herrenhaus. Zu DDR-Zeiten wohnte im Haus ein Angestellter des Pankower Gartenbauamtes, doch musste er wegen Baufälligkeit im Jahr 1988 ausziehen. 
Der damalige Bausenator Wolfgang Nagel und der damalige Pankower Bezirksbürgermeister Harald Lüderitz besuchten den Ortsteil Niederschönhausen im Jahr 1992, dabei fiel ihnen das halb marode Haus auf. Weil der Senat seinerzeit noch Mittel übrig hatte, nahm sie sich des Hauses an. Das Haus konnte nicht mehr restauriert werden. Es wurde abgerissen und neu nach historischem Vorbild wiederaufgebaut. Als die Bauarbeiten beendet waren, entschied das Bezirksamt, dass im Haus ein freier Träger einziehen soll, und so zog im Jahr 1994 der Freundeskreis der Chronik Pankow in das Gebäude ein. Die Einweihung des Hauses war am 27. August 1994. Im Jahr 2014 feierte das Brosehaus mit einer Ausstellung 250 Jahre Brosehaus.